# Tanytarsus limicola
Tanytarsus limicola är en tvåvingeart som beskrevs av Jean-Jacques Kieffer 1922. Tanytarsus limicola ingår i släktet Tanytarsus och familjen fjädermyggor.
Artens utbredningsområde är Tyskland. Inga underarter finns listade i Catalogue of Life.